# Orbite synchrone
Ne doit pas être confondu avec Rotation synchrone.
L'orbite synchrone est une orbite sur laquelle un satellite mettra autant de temps à accomplir une révolution autour d'un astre que cet astre en prendra pour effectuer un tour sur lui-même.
Dans le cas particulier de la Terre, on parle d'une orbite géosynchrone.
Si de plus l'inclinaison et l'excentricité orbitale de cette orbite sont nulles, alors le satellite paraîtra immobile vu de l'astre central : c'est en particulier le cas de l'orbite géostationnaire. Dans le cas contraire, il paraîtra décrire un analemme.
Note : ne pas confondre l'orbite synchrone avec la rotation synchrone dans laquelle le satellite met autant de temps à effectuer un tour complet sur lui-même qu'à accomplir une révolution autour de l'astre central.

## Implication enplanétologie
Le fait pour un satellite naturel d'orbiter en deçà ou au-delà de l'orbite synchrone (c'est-à-dire d'accomplir une révolution autour d'une planète en moins ou en plus de temps que ne met celle-ci à effectuer un tour complet sur elle-même) entraîne généralement des conséquences fatales.
En effet, les forces de marée exercées par la planète ralentissent (orbite en deçà, ou sous-synchrone) lentement le satellite, qui perd peu à peu de l'altitude et finira par s'écraser un jour sur la planète, à moins qu'il ne se disloque avant en atteignant la limite de Roche et forme éventuellement un nouvel anneau planétaire. Pour l'orbite au-delà (ou super-synchrone), ces forces accélèrent le satellite et l'éloignent.
Plusieurs lunes du Système solaire sont dans cette situation critique : c'est notamment le cas de Phobos (satellite de Mars), Cordélia et Ophélie (satellites naturels d'Uranus) et de Naïade, Thalassa et Despina (satellites naturels de Neptune).

## Orbites des principales lunes du Système solaire
| Lune (Planète)     | Demi-grand axe (km) | Période de révolution (d) |
| ------------------ | ------------------- | ------------------------- |
| Lune (Terre)       | 384 399             | 27,321                    |
| Io (Jupiter)       | 421 800             | 1,769                     |
| Europe (Jupiter)   | 670 900             | 3,551                     |
| Ganymède (Jupiter) | 1 070 400           | 7,154                     |
| Callisto (Jupiter) | 1 882 700           | 16,689                    |
| Titan (Saturne)    | 1 221 870           | 15,95                     |
| Miranda (Uranus)   | 129 900             | 1,413                     |
| Ariel (Uranus)     | 190 900             | 2,520                     |
| Triton (Neptune)   | 354 759             | -5,877                    |
| Charon (Pluton)    | 17 181              | 6,387                     |

## Orbites synchrones pour les planètes du Système solaire
Le tableau ci-dessous indique les paramètres orbitaux que doivent avoir des satellites pour décrire une orbite synchrone autour des planètes du système solaire. 
| Planète | Demi-grand axe (km) | Période de révolution (d) |
| ------- | ------------------- | ------------------------- |
| Mercure | 242 464             | 58,485                    |
| Vénus   | 1 533 883           | 242,357                   |
| Terre   | 42 167              | 0,997                     |
| Mars    | 20 392              | 1,023                     |
| Jupiter | 159 722             | 0,412                     |
| Saturne | 112 043             | 0,443                     |
| Uranus  | 82 534              | 0,716                     |
| Neptune | 83 361              | 0,669                     |